# 飛騨市立古川小学校

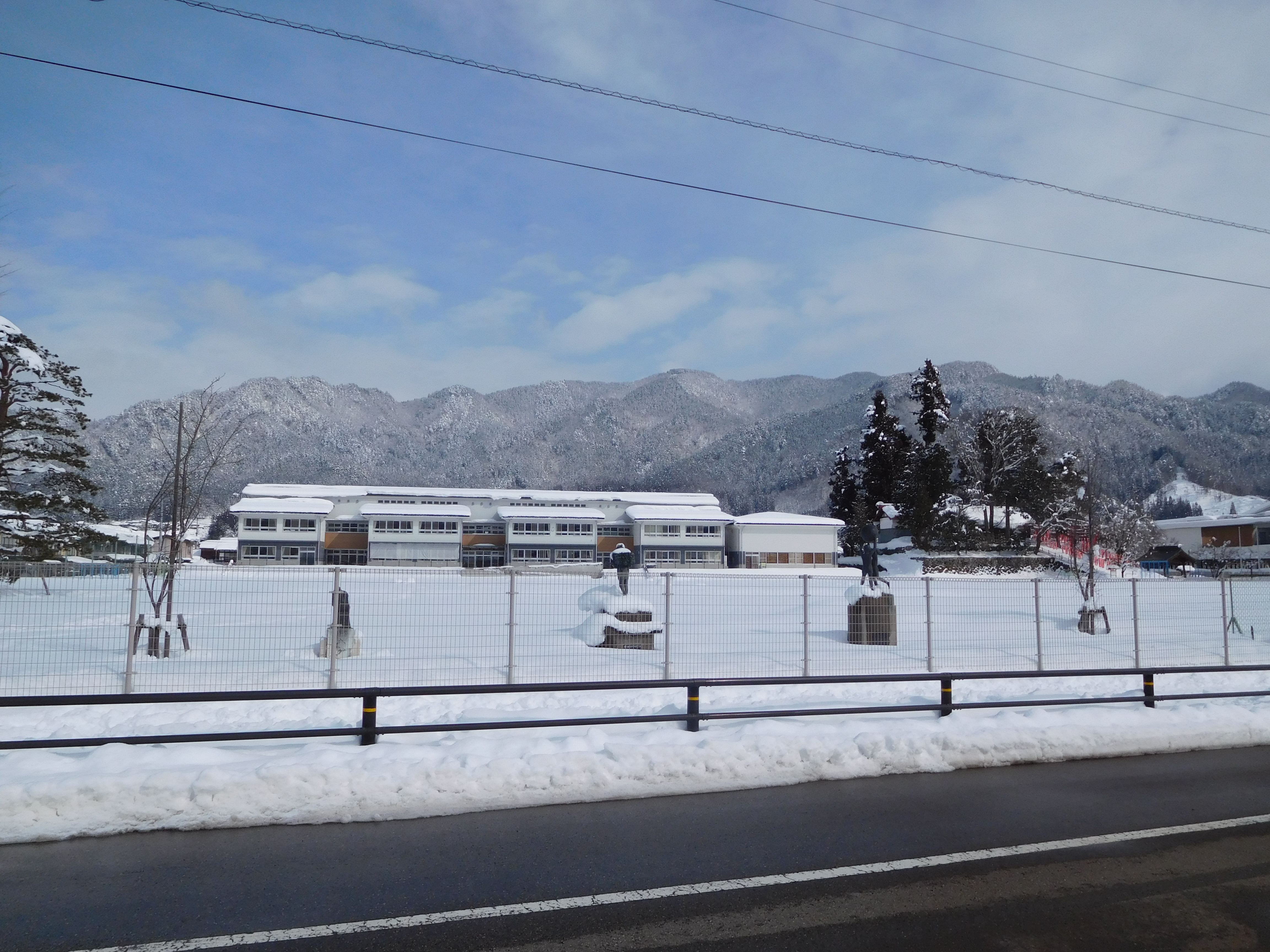
グラウンド

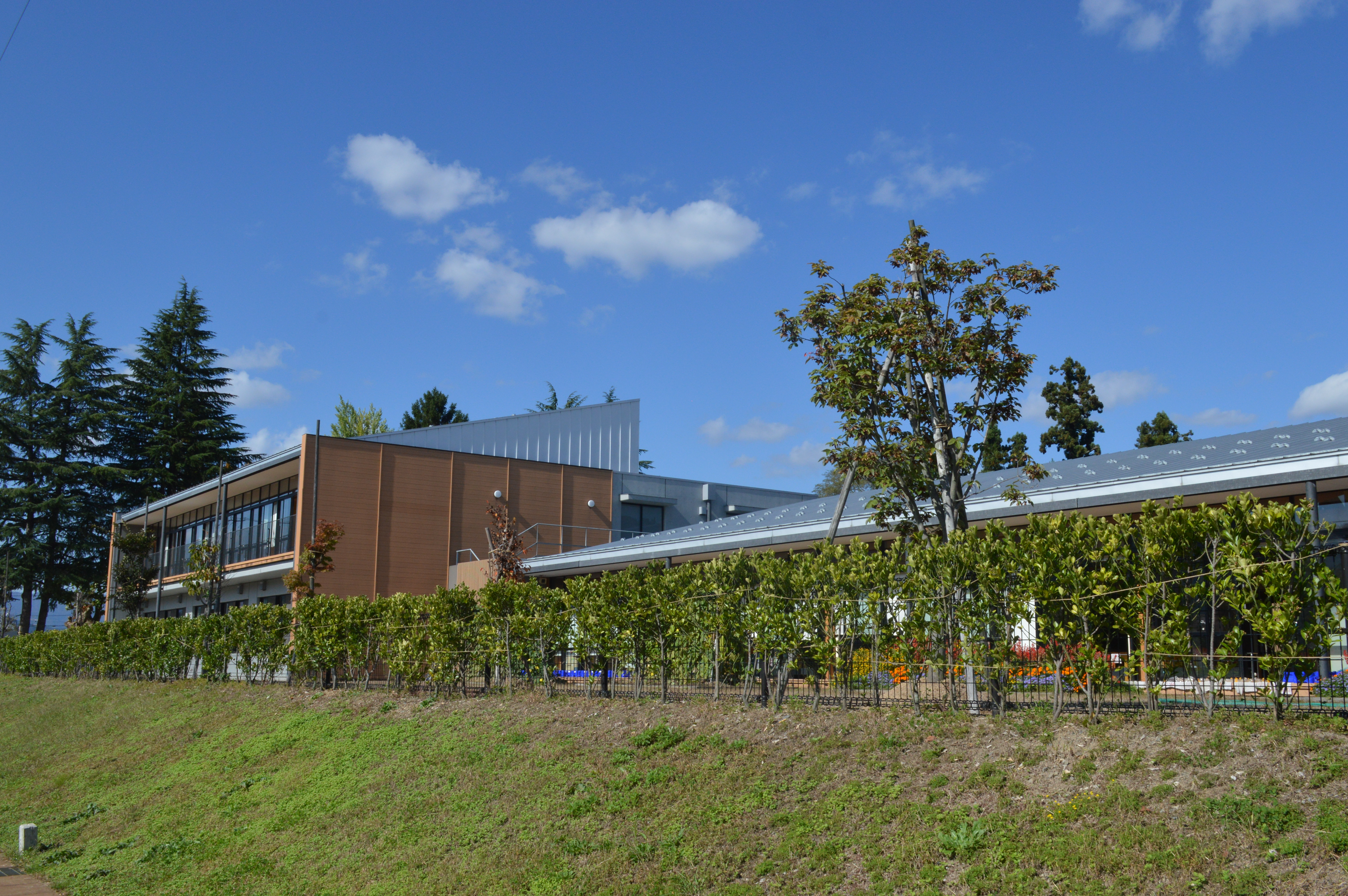
無雪期の校舎

飛騨市立古川小学校（ひだしりつふるかわしょうがっこう）は、岐阜県飛騨市古川町片原町にある、公立小学校。2016年（平成28年）5月1日現在の児童数は461人で、飛騨市の公立小学校の中で最も多い。
1873年（明治6年）に古川の住民有志が出資して設立した協和義塾に起源を持つ歴史の長い学校であり、社会科の「ごっこ学習」、音楽科の「ふしづくりの音楽教育」など独自の教育を実施してきた。また児童会が自主的に「仲良し宣言」を定め仲間を大切にすることを推進している。

## 建築
増島城の城跡内に立地し、校舎の地中には遺構が保存されている。このため校舎は地中に杭を打ち込まない低層建築とする必要があるため、2階建てである。鉄筋コンクリート構造、木造、鉄骨構造を組み合わせた建築物である。敷地面積32,373.75m2、建築面積7,520.71m2、延床面積8,739.38m2である。設計は日建設計と小林建築設計事務所、施工は永山建設が担当した。
校舎は学年別に分かれた櫛型の棟が並ぶ構造になっており、豪雪地帯という地域特性に配慮して棟間は除雪車が入れる幅をとっている。各棟は東西の「ふれ合いギャラリー」を軸に束ねられる。教室は自然光が差し込む高天井と木材の多用、床暖房を特徴とし、校舎外壁は（瀬戸川沿いの街並みを意識した）白壁と木格子を採用する。また玄関は積雪期に備えて軒下空間を設けている。
グラウンドは隣接する岐阜県立飛騨吉城特別支援学校と共有しており、相互の交流も行われている。なおこのグラウンドは古川祭の際に臨時駐車場となる。

## 歴史

### 協和義塾から古川学校へ（1873-1886）
1873年（明治6年）4月、古川の住民有志が出資して協和義塾が開校した。協和義塾は住民の出資という点で従来の寺子屋や私塾とは異なる教育機関であった。開校時点では壱之町の元収納組会所（旧本陣）を校舎に充てていたが、同年10月に本光寺へ、翌11月には三之町の真宗寺へ移転した。また児童数増のため真宗寺だけでは収容しきれなくなり、壱之町の中村善右衛門邸を分校として女子児童および裁縫生徒の通学先にすることで対応した。協和義塾は12月に「学校設立伺」を筑摩県令・永山盛輝に提出し、1874年（明治7年）1月15日に協和学校に改称、正式な「学校」となった。協和学校は引き続き、男子が真宗寺、女子が中村邸に通学するという状態だったため、真宗寺の方のみを「協和学校」、中村邸を「協和女学校」として呼び分けることもあったという。
1874年（明治7年）7月頃に協和学校は児童数22人の上気多学校を統合した。1875年（明治8年）7月に協和学校から古川学校に改称した。1877年（明治10年）6月には文部大書記官の西村茂樹が古川学校の視察に訪れたが、「寺院を借用し甚不都合の校なり」と日記に書いている。1878年（明治11年）3月21日、地鎮祭を挙行して向町字堰の上で新校舎の建設を開始し、同年9月8日に上棟式を行い、9月11日に新校舎へ移転した。ただし開校式が行われたのは、1年以上経過した1879年（明治12年）11月2日のことである。この新校舎は当時の流行に合わせた擬洋風建築で、建設費1,240円は町民からの寄付で全額賄われた。校舎は2階建てで390人収容可能な設計であったため、当時の児童数155人に対しては余裕があった。
1879年（明治12年）12月には上町学校を統合したことにより、当時の古川町域の学校は古川学校の1校に集約された。1885年（明治18年）になると児童数が463人になり収容定員を超えたため、突貫工事で既存校舎の隣に増築校舎を建設し、同年9月3日に落成・開校式を執り行った。増築校舎も擬洋風建築の2階建てで、荒城川を挟んだ対岸の高山警察署古川分署を含め、3棟の擬洋風建築が立ち並ぶことになった。擬洋風校舎は見栄え重視の建築物であったため、天井高が低い、窓が小さく数も少ないため採光が不十分、北向きに建てられたため冬季の北風にさらされる、など決して使い勝手は良くなかった。

### 尋常小から尋常高等小学校へ（1886-1941）
小学校令の公布により、古川学校は1886年（明治19年）に古川尋常小学校に改称した。同令は就学率向上を目標に簡易科の設置も認めたが、古川尋常小学校には尋常科のみが置かれた。1888年（明治21年）、古川高等小学校が古川尋常小学校内に併設され、吉城郡1町6村の組合が運営にあたった。郡内各村への高等小学校の設置が進むにつれ組合から離脱する村が増え、1889年（明治22年）に国府村、1892年（明治25年）に河合村・坂上村・坂下村が離脱して、最後まで残ったのは細江村と小鷹利村だけであった。高等小学校は義務教育ではなかったが、1898年（明治31年）には190人の児童が在籍していた。ただし退学者も多く、4年間の課程を終え無事卒業できたのは毎年10人程度であった。
擬洋風校舎は教育環境として問題が多く修繕費もかさむため、1898年（明治31年）に増島への新校舎の建設が決まり、1901年（明治34年）8月に完成した。新校舎建設を見越して1898年（明治31年）に古川尋常小学校と古川高等小学校は統合し、古川尋常高等小学校に改称した。同年に69.3%であった就学率は1912年（明治45年）には99.3%とほぼ100%に達した。1907年（明治40年）の小学校令改正により、義務教育が6年に延長された。
1930年（昭和5年）度から1938年（昭和13年）度の古川尋常高等小学校の尋常科6年生の進路が記録として残っており、これによると7割の児童が高等科へ進学し、残りは就職が多く、高山町（後に高山市）にある旧制中等教育学校へ進む児童は少数であった。就職は女子が多く、特に製糸業に就くために古川町を離れる女子が多かった。旧制中等教育学校への進学率は高山本線の開通した1934年（昭和9年）から向上し、1938年（昭和13年）度卒業生は2割が斐太中学校や高山高等女学校などへ進学した。

#### 併設校の設立と発展（1917-1947）
1917年（大正6年）、古川尋常高等小学校に併設して古川農業裁縫補習学校が開校した。同校は男子部と女子部があり、男子部が農閑期の9月から3月に授業を行い修身・国語・算術・農業・商業を教えたのに対し、女子部は通年で授業を行い修身・国語・算術・裁縫を教えた。近隣の小学校にも実業補習学校は併設されていたが、古川農業裁縫補習学校の特色として、男子部に農業だけでなく商業の授業もあったことと、女子部が通年であったことが指摘できる。古川農業裁縫補習学校は1923年（大正12年）に古川農商補習学校に改称し、1926年（大正15年）の青年訓練所令を受けて補習学校に青年訓練所の役割も担わせるように学則を改正した。
1921年（大正10年）9月、吉城郡立実業補習学校が古川農業裁縫補習学校とは別に古川尋常高等小学校に併設されるも、1923年（大正12年）の郡制廃止に伴い吉城郡農会に運営者が交代した。しかし維持費の分担率を巡り郡内町村の対立が激化し、一旦は廃止が決まるも紆余曲折を経て古川町が吉城郡農会立実業補習学校を継承し、古川農商補習学校と統合することになった。こうして1928年（昭和3年）に両校を統合した吉城高等国民学校が開校し、同時に旧古川農商補習学校の青年訓練所機能が分離して独立した古川町青年訓練所となった。
吉城高等国民学校は単なる実業補習学校ではなく、旧制中等教育学校相当の機能を持たせるという意気込みの下で開校し、制服も中等学校を意識したデザインであった。本科と実科から成り、本科は男女共学の2年制（通年）で中等学校並みの授業時数を割いて地域の中核的人材の育成を掲げ、実科は男子部と女子部に分かれ、男子部は農閑期に農業中心の授業を行い、女子部は出稼ぎ者が帰省中の1・2月に裁縫中心の授業を行った。1935年（昭和10年）に青年学校令の公布があったことから、同年7月1日に吉城高等国民学校と古川町青年訓練所を統合して公立青年学校吉城高等国民学校が開校した。同校は普通科・本科・研究科から成り、本科・研究科は1部（吉城高等国民学校から継承）、2部（古川町青年訓練所から継承）に分かれていた。1940年（昭和15年）4月、公立青年学校吉城実業学校に改称し、青年学校の男子義務化に伴い、男子本科生は義務となった。

### 戦争と古川国民学校（1941-1947）
1941年（昭和16年）、国民学校令の公布により古川国民学校に改称した。第二次世界大戦の戦況が厳しくなってきた1944年（昭和19年）7月27日の『古川国民学校日誌』には、「疎開者二名」の文字があり、親類を頼って古川町へ疎開する児童が現れた。疎開児童の正確な数は不明であるが、児童数の推移を見ると、1945年（昭和20年）度は各学年9 - 31人増加しており、戦争が終わった1946年（昭和21年）度には各学年6 - 15人減少していることから、この増減が疎開者と関係すると推定できる。
また『古川国民学校日誌』には児童の勤労奉仕作業に関する記述が多数残されており、1942年（昭和17年）度は初等科1 - 6年生が年間7日、高等科1・2年生が年間8日作業に従事していた。1944年（昭和19年）度になると初等科1年生は年間6日で、学年が上がるごとに作業日数が増加し、高等科生は年間70日と授業より作業が中心になっていた。これらの「作業」内容は、ドングリ・イナゴ・山菜などの採集、薪・炭の長距離運搬、防空壕掘り（高等科2年男子）、航空機部品整理（初等科6年）、工場への動員（高等科2年女子）などであった。校庭は開墾され、ソバ・ダイズ・サツマイモ・ムギなどを栽培した。
終戦により教育の民主化が図られ、御真影・奉安殿の撤去、軍事教練の武器の破棄または農具への転換、軍国主義的記述の塗りつぶし（墨塗り教科書）などが行われ、連合国軍最高司令官総司令部（GHQ）の指示で停止された修身・日本歴史・地理の授業時間は勤労作業や自由研究に充当された。古川国民学校は吉城郡内の教科書回収場所に指定され郡内各地から停止された科目の教科書が集められ、1946年（昭和21年）10月24日にはGHQ岐阜軍政部が古川国民学校へ視察に来訪した。

### 古川町立古川小学校（1947-2004）
学制改革により1947年（昭和22年）4月、古川町立古川小学校に改称する。開校式は岐阜県下一斉に5月3日に挙行された。また古川町立古川中学校（現・飛騨市立古川中学校）が古川小学校に併設され、1949年（昭和24年）に独立校舎が落成するまで古川小学校と同居していた。古川小学校では新設された社会科の教授法を研究し、ごっこ学習が有効であるとして独自の授業実践を行った。
1966年（昭和41年）、岐阜県の小学校音楽科の研究指定校に指定され、岐阜県教育委員会の指導主事であった山本弘が推進していたふしづくりの音楽教育を実践することになった。これは山本から相談を受けた飛騨教育事務所指導課長の中家一郎が自身の母校であった古川小学校を推薦したことが契機となり、音楽主任の山崎俊宏が中心になってふしづくりの音楽教育が進められた。研究校指定は2年間だけであったが、指定が外れて以降もカリキュラムを改訂しながら続けられ、1978年（昭和53年）に赴任した校長の方針で中止された。古川小のふしづくりの音楽教育は「ふしづくり一本道」として完成され、山崎はふしづくりの音楽教育の功績を讃えられ、中日教育賞を受賞した。ふしづくりの音楽教育が影響しているかは不明であるが、古川町は住民による音楽文化活動が盛んな地域となり、1980年（昭和55年）9月17日には東京フィルハーモニー交響楽団の飛騨古川公演を住民組織が誘致し、古川小学校が会場となった。この公演の成功を受け、古川町では音楽ホールの建設が目標となり、2006年（平成18年）6月3日に飛騨市文化交流センターとして結実した。
1970年（昭和45年）、古川小学校に25mと10mのプールが設置された。1974年（昭和49年）4月、畦畑小学校を統合した。昭和の大合併による新・古川町発足当初は8校あった小学校は順次統合され、畦畑小の統合により町内の小学校は古川小と古川西小の2校に集約された。
1996年（平成8年）にはコンピュータ教室が整備された。

### 飛騨市立古川小学校（2004-）
2004年（平成16年）の飛騨市発足により、飛騨市立古川小学校に改称する。校舎は老朽化していたため、飛騨市古川図書館の敷地を利用して新校舎を建設する計画が立案された。工事は2009年（平成21年）9月から2011年（平成23年）3月に行われた。完成した新校舎は平成24年度日事連建築賞奨励賞一般建築部門を受賞した。

## 教育の特色

### 郷土教育
総合的な学習の時間を活用して、地域や自然を大切にする心の育成が図られている。例えば花の栽培や稲作を体験することで命の大切さを学び、育てた花を福祉施設の人に贈り交流を行う。また6年生が集大成として古川のコマーシャルメッセージ（CM）を制作したことがある。このCMは取材、台本制作、道具の準備などをすべて児童が行い、撮影のみプロに依頼した。

### 仲良し宣言
古川小学校児童会は「仲良し宣言」と称するものを制定し、代々継承している。その内容は以下の5点である。
1. 仲間と一緒に元気に遊びます｡
2. 仲間を大切にし、人の話をしっかり聞きます。
3. 仲間と仲良くし、誰にでも元気よくあいさつします。
4. 仲間外れを作らず、一人ぼっちの人がいたら、進んで声をかけます。
5. いけないことをしている子がいたら、勇気を出して注意します。

児童会運営委員会では、この宣言の普及活動を推進し、個々の児童は宣言の内容を意識した学校生活を送るという。

### 特別支援学校との交流

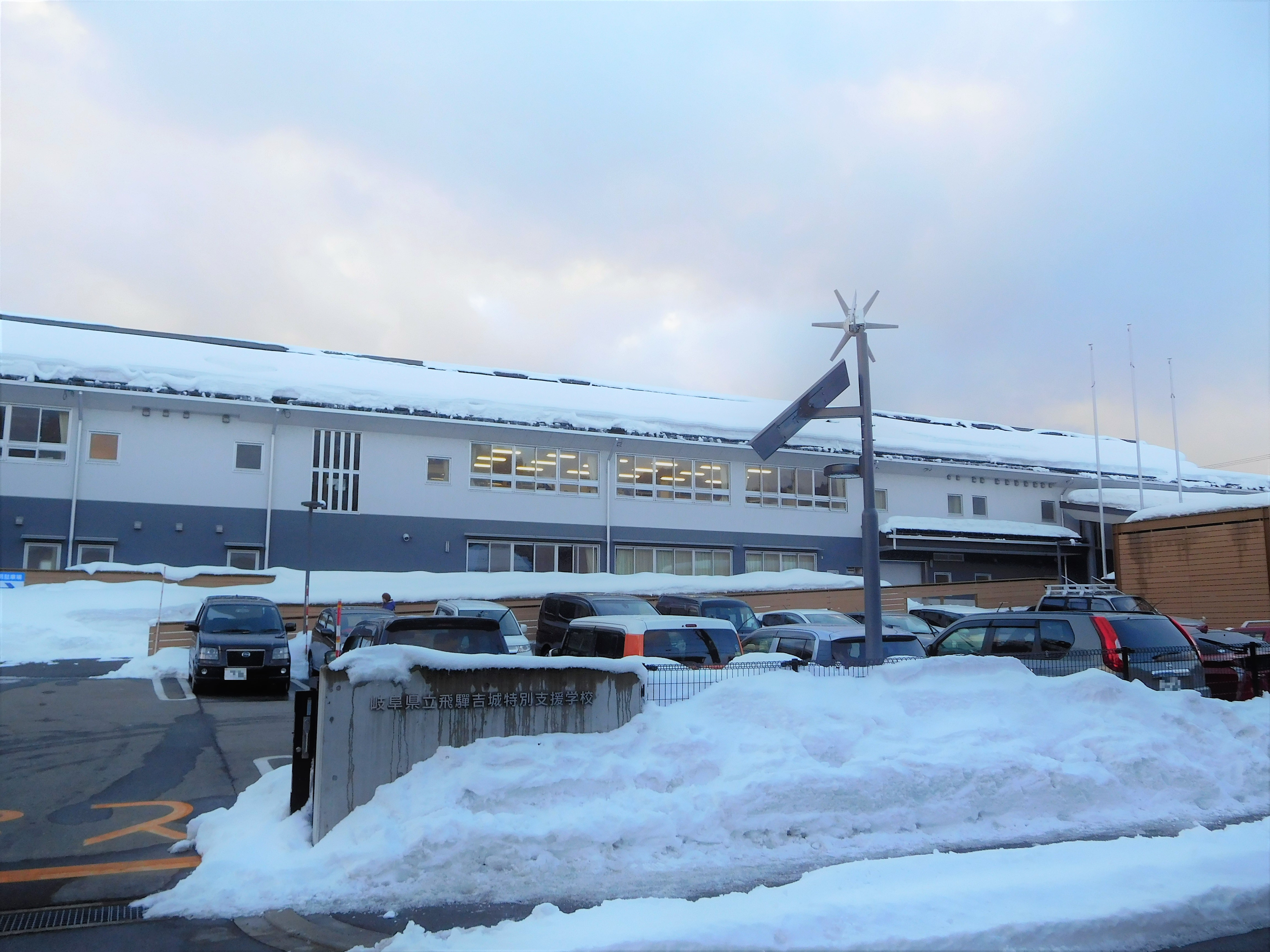
飛騨吉城特別支援学校

2013年（平成25年）4月9日に開校した岐阜県立飛騨吉城特別支援学校は飛騨市立古川小学校に隣接しており、グラウンドなど学校施設の一部を共有している。岐阜県では2000年代以降、特別支援学校の新設が相次いでおり、特別支援学校に通いながら地域との関わりを持てるよう小中学校との交流を進めている。飛騨吉城特別支援学校でも、開校式に古川小学校の児童が出席し、歓迎の挨拶を述べている。

## 学区
「飛騨市学齢児童生徒の就学すべき学校の区域を定める規則」（平成16年2月1日飛騨市教育委員会規則第10号）による。
- 古川町大野町
- 古川町上町
- 古川町是重（丁目なし、一・二丁目）
- 古川町貴船町
- 古川町幸栄町
- 古川町増島町
- 古川町向町（丁目なし、一 - 三丁目）
- 古川町南成町
- 古川町三之町
- 古川町弐之町
- 古川町宮城町
- 古川町朝開町
- 古川町栄（一・二丁目）
- 古川町新栄町
- 古川町壱之町
- 古川町若宮（一 - 三丁目）
- 古川町金森町
- 古川町本町
- 古川町末広町
- 古川町殿町
- 古川町片原町
- 古川町東町
- 古川町上気多
- 古川町下気多
- 古川町沼町
- 古川町高野
- 古川町平岩
- 古川町畦畑